# Myriolimon
Myriolimon Lledó, Erben & M.B.Crespo, 2005) è un genere di piante della famiglia Plumbaginaceae, diffuso nel bacino del Mediterraneo.

## Tassonomia
Il genere comprende due specie:
- Myriolimon diffusum (Pourr.) Lledó, Erben & M.B.Crespo
- Myriolimon ferulaceum (L.) Lledó, Erben & M.B.Crespo